# Hertha BSC
Hertha Berliner Sport-Club von 1892, znan kot Hertha BSC ali Hertha Berlin je nemški nogometni klub iz Berlina, ustanovljen leta 1892. Sam klub je ustanovni član nemške nogometne zveze v Leipzigu, leta 1900. Hertha BSC igra v 1. Bundesliga ligi. Hertha BSC je nemško nogometno prvenstvo osvojila leta 1930 in 1931. Od leta 1963, je stadion Herthe BSC Olympiastadion.